# Duccio di Buoninsegna
Duccio di Buoninsegna (Sienne, vers 1255-1260 - vers 1318-1319) fut en son temps le plus grand peintre siennois ; son importance se mesure à l'échelle européenne. On considère généralement que son influence fut déterminante dans l'évolution du style gothique international qui s'exerça en particulier sur Simone Martini et les deux frères Ambrogio et Pietro Lorenzetti.
L'art de Duccio a, à l'origine, une solide composante byzantine, liée notamment à la culture plus récente de la période des Paléologue, et est fortement influencé par Cimabue (qui est très certainement son professeur dans ses premières années d'activité), à laquelle il ajoute une note personnelle dans le sens du gothique, se traduisant par une linéarité et une élégance transalpines, une ligne douce et une gamme chromatique raffinée.
Au fil du temps, le style de Duccio atteint des résultats de plus en plus naturels et emplis de douceur. Il  intègre également les innovations introduites par Giotto, comme le rendu du contraste selon une ou quelques sources lumineuses, le volume des figures et de la draperie, le rendu de la perspective. Son chef-d'œuvre, La Maestà de la cathédrale de Sienne, est une œuvre emblématique du XIVe siècle italien.

## Biographie

### Premières œuvres

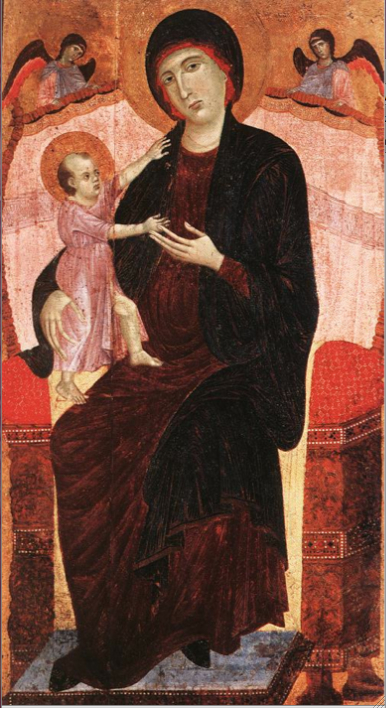
Vierge Gualino.

La première mention de Duccio apparaît en 1278 dans les archives de la ville de Sienne, pour le paiement des couvertures de livres comptables (Biccherna) et pour douze boîtes peintes destinées à contenir des documents de la municipalité. Ces œuvres sont maintenant perdues. On en déduit généralement une date de naissance située entre 1250 et 1260. Aucun écrit antérieur ne donne de précisions sur sa formation. Il aurait pu recevoir l'enseignement du peintre Cimabue, ou être formé dans un atelier siennois. Il n'a sans doute pas travaillé au grand chantier de l'époque, la basilique Saint-François d'Assise, mais il en connait les peintures. Les innovations florentines de la représentation dans l'espace ne lui sont pas non plus inconnues. La présence de clins d’œil à l'Antiquité classique dans son œuvre atteste qu'il a regardé de près le travail de Nicola Pisano, sculpteur à la cathédrale de Sienne de 1256 à 1284. Des éléments gothiques dans son œuvre ont pu faire croire à un voyage en France dans les années 1280-1285 ; cependant il est probable qu'il ne connaît l'art français que par des objets importés, comme des manuscrits enluminés ; Nicola Pisano lui-même connaissait l'art gothique, probablement par l'intermédiaire des petits objets d'ivoire que les ateliers parisiens exportaient dans toute l'Europe.
La première œuvre de Duccio qui nous soit parvenue est la dite « Vierge Gualino » qui se trouve aujourd'hui à la Galerie Sabauda de Turin (sa provenance originale est inconnue). Peinte vers 1280-1283, elle montre un style très proche de celui de Cimabue, au point qu'elle fut longtemps attribuée au maître florentin plutôt qu'à Duccio. Le panneau rappelle les Majestés de Cimabue dans le cadre général, dans la forte dérivation byzantine et l'absence de traits gothiques, dans les traits somatiques de la Vierge, dans la robe de l'Enfant et dans l'utilisation du contraste. Cette forte influence cimabuesque, qui restera évidente également dans les œuvres ultérieures, bien que s'estompant progressivement, a conduit à penser qu'il y avait une relation enseignant-élève entre le « vieux » Cimabue et le jeune Duccio. Cependant, déjà dans cette première œuvre de Duccio, de nouveaux éléments apparaissent : une richesse chromatique qui conduit à des couleurs qui n'appartiennent pas au répertoire florentin (comme le rose de la robe de l'Enfant, le rouge vin de la robe de la Vierge et le bleu du manteau), le petit nez du nourrisson qui rend son visage plus doux et plus enfantin, l'écheveau laineux des chrysographies byzantines de la robe de Marie. Mais ce sont encore des détails et le tableau est résolument cimabuesque.
Dans la Vierge de Crevole, œuvre ultérieure de 1283-1284, qui provient de l'église paroissiale de Santa Cecilia in Crevole et qui est maintenant exposée au Museo dell'Opera Metropolitana del Duomo de Sienne, on note une plus grande divergence avec le style de Cimabue. La Vierge a un visage plus doux et plus raffiné, sans trahir une expression qui reste encore sérieuse et profonde. Le petit nez de l'enfant demeure, mais il se laisse aussi aller à un geste affectueux envers sa mère.
Deux peintures à sec, malheureusement très abîmées, datent également des mêmes années, trouvées dans la chapelle Bardi (autrefois dédiée à saint Grégoire le Grand) de la Basilique Santa Maria Novella de Florence. Situées dans les lunettes en haut à gauche et à droite de la chapelle, elles représentent respectivement Saint Grégoire le Grand entre deux flabellifères et le Christ trônant entre deux anges. Dans ce cas également, on ne peut manquer de remarquer le fort détachement d'avec Cimabue, mais c'est précisément l'élégance des visages des anges et l'écheveau enveloppant de la robe du Christ sur le trône qui fait apprécier, une fois de plus, la particularité du maître florentin.

### Madone Rucellai

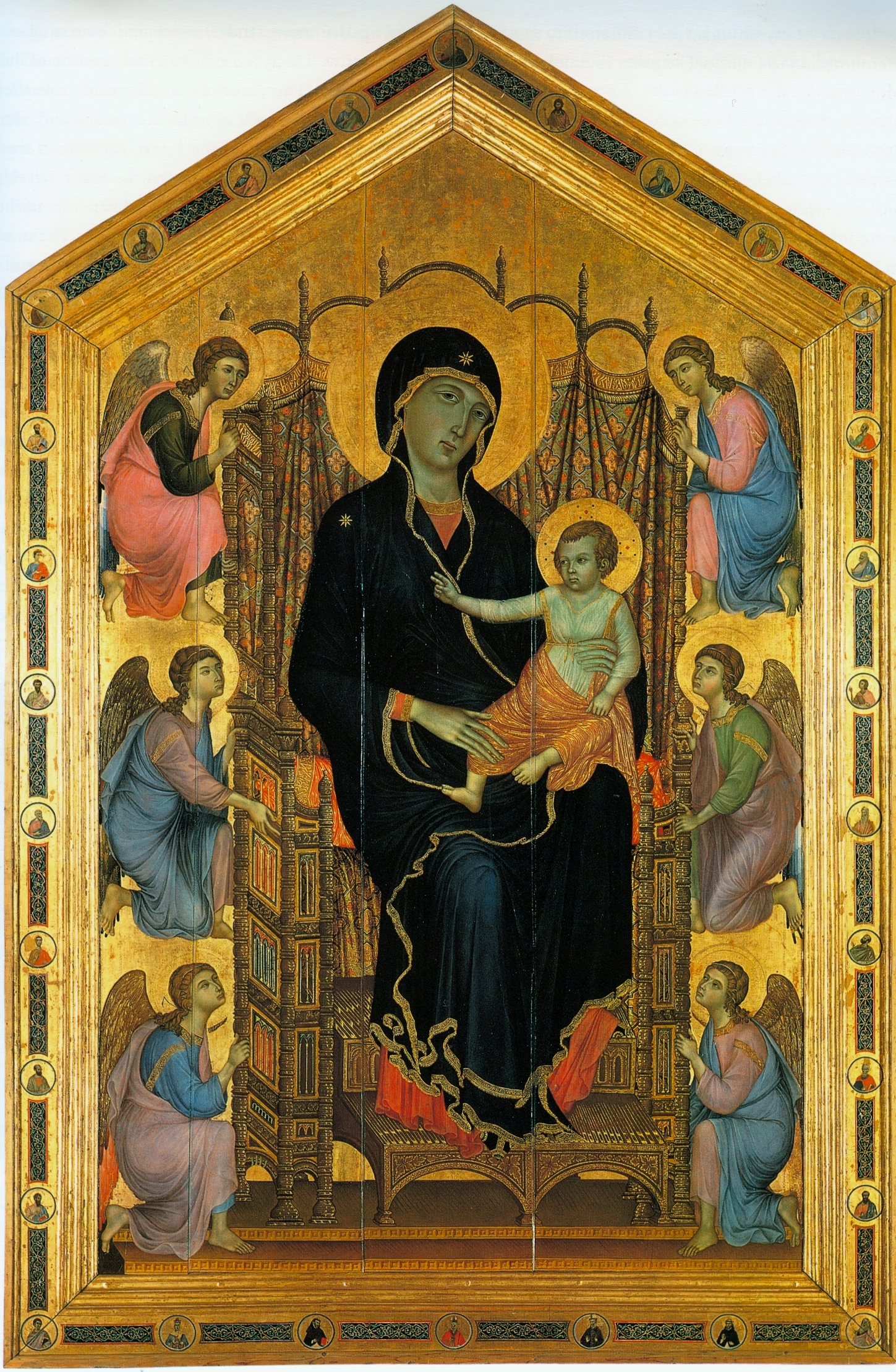
Madone Ruccelai.

Le 15 avril 1285, Duccio reçoit sa première commande importante, la dite « Madone Rucellai », commandée en l'honneur de la Vierge par une confrérie laïque florentine, la Compagnia dei Laudesi. Le panneau est destiné à la chapelle Bardi de la basilique Santa Maria Novella à Florence, la même chapelle que celle où les restes des peintures à sec de Duccio décrites ci-dessus ont été trouvés. Le panneau est nommé « Rucellai » car à partir de 1591, il est placé dans la chapelle contiguë, Rucellai, avant de parvenir aux Offices. Cette œuvre représente la Vierge à l'Enfant en majesté, flanquée de six anges devant un fond doré. Le pourtour du panneau est orné de médaillons où l'on voit des prophètes, des apôtres et des saints en buste. Le peintre cherche à modeler les tissus et les corps, avec des jeux de dégradés de couleur. Il essaie aussi de respecter les règles de la perspective, sans toujours bien y arriver. 
L'œuvre est inspirée de  la Maestà du Louvre de Cimabue, peinte environ cinq ans plus tôt, à tel point que pendant longtemps elle a été considérée comme une œuvre de ce dernier. Cette attribution erronée a été maintenue même après la découverte de l'acte de cession en 1790. Cette « Maestà » est une œuvre clé dans le parcours de l'artiste, où la solide majesté et la représentation humaine de Cimabue se croisent avec une plus grande aristocratie et un raffinement certain, ainsi qu'avec un contenu humain encore plus doux. L'œuvre se caractérise par des motifs décoratifs d'origine gothique, tels que l'ourlet doré fantaisiste de la robe de Marie qui trace une ligne complexe de la poitrine aux pieds, les fenêtres gothiques à meneaux du trône en bois et le manteau de la Vierge plus « imbibé » de chrysographies byzantines, mais adouci par des plis doux et tombants. Ce sont surtout ces éléments gothiques qui marquent un nouvel éloignement de Cimabue, qui reste encore ancré dans la tradition byzantine. 
Compte tenu de sa taille, le panneau a sans doute été peint sur place et non transporté une fois achevé. 
La Vierge à l'enfant et trois franciscains en adoration, petit panneau d'origine inconnue et exposé aujourd'hui à la Pinacothèque nationale de Sienne, est également datée vers 1285.

### Œuvres de la fin du siècle

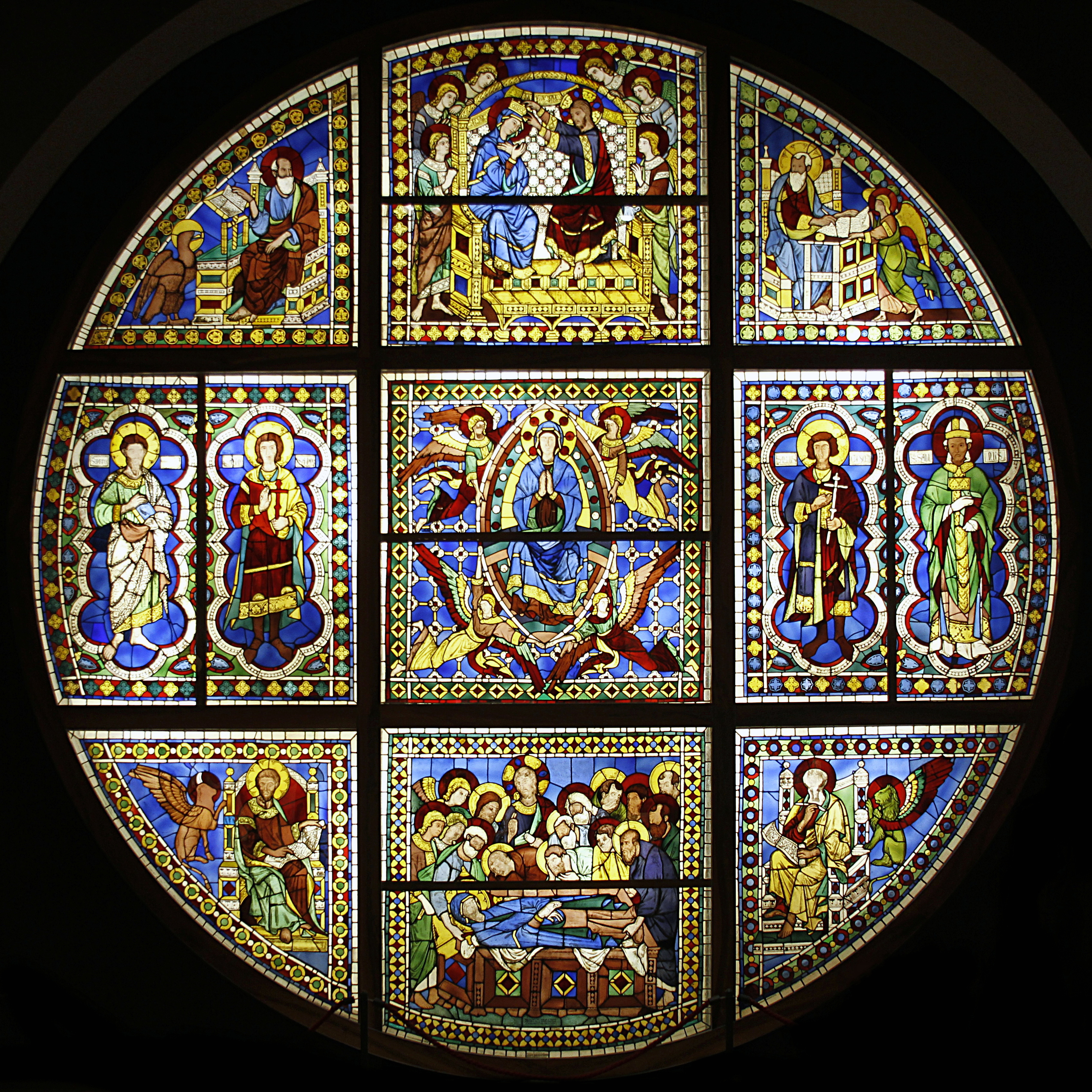
Vitrail original du Duomo de Sienne.

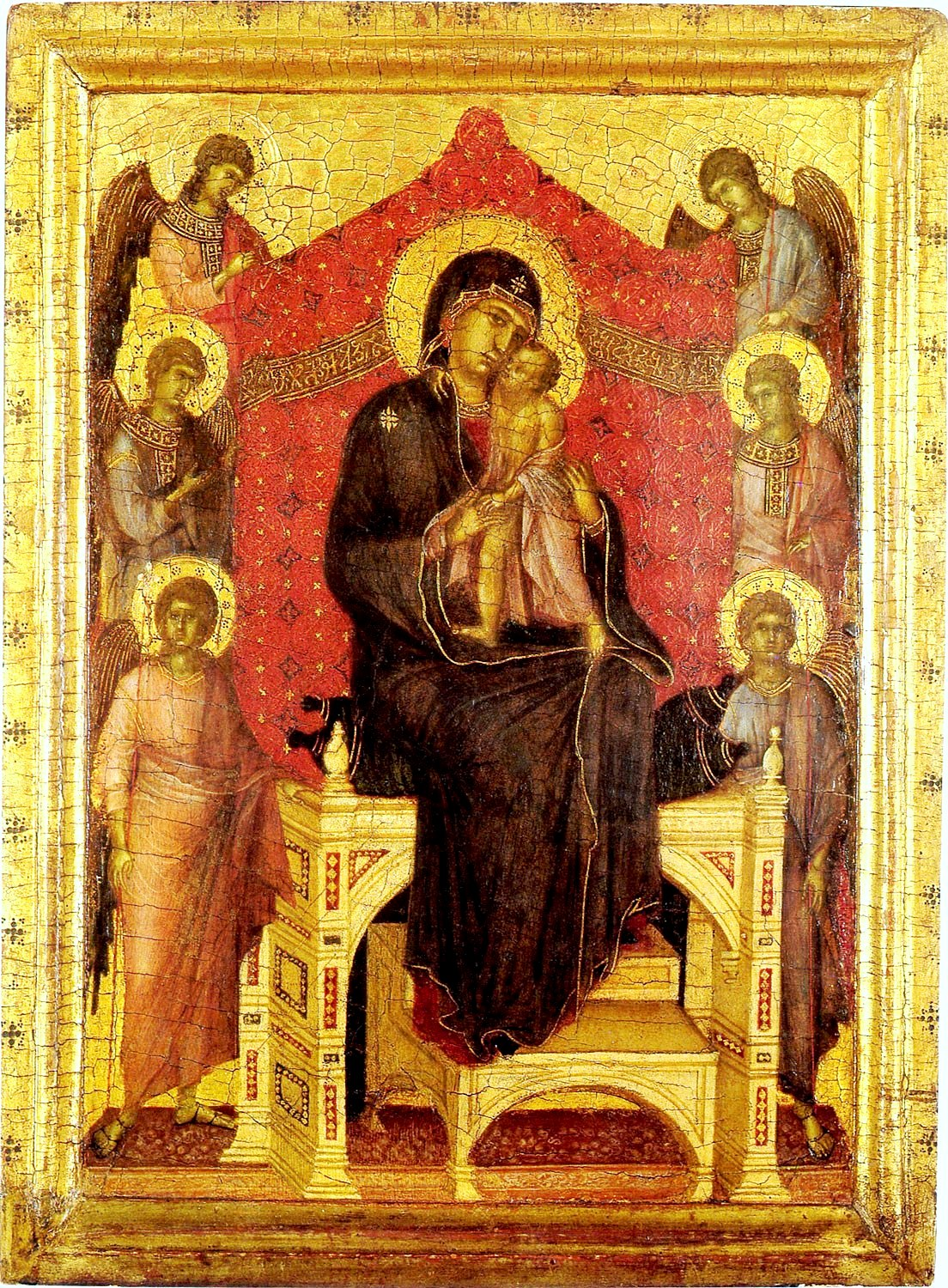
Vierge en majesté parmi les anges, Kunstmuseum de Berne.

Après la Madone Rucellai de 1285, le vitrail du Duomo de Sienne, dont l'original est maintenant conservé au Museo dell'Opera Metropolitana del Duomo (celui du Duomo étant une copie), est la seule œuvre attribuée à Duccio datée de la fin du siècle, pour laquelle une documentation permet sa datation avec certitude. Bien que le vitrail ait été fait par des maîtres verriers, on pense aujourd'hui que sa conception appartient au patriarche de la peinture siennoise, qui y a travaillé en 1287-1288. Le trône de la scène du Couronnement de la Vierge et ceux des Quatre Évangélistes sont des trônes architecturaux en marbre, non plus en bois comme celui de la Madone Rucellai ou les précédents trônes de Cimabue. C'est le premier exemple connu de trône architectural en marbre, un prototype que Duccio continuera à utiliser et qui deviendra désormais très populaire, y compris dans la Florence voisine de Cimabue et Giotto.
On pense que la Vierge en majesté parmi les anges, dont l'origine est inconnue et qui est aujourd'hui conservée au Musée des Beaux-Arts de Berne en Suisse, est postérieure (1290-1295). Cette œuvre permet d'apprécier l'évolution du style de Duccio au fil des années. Une meilleure profondeur spatiale dans la disposition des anges, non plus les uns au-dessus des autres comme dans la Madone Rucellai, mais les uns derrière les autres comme dans la Maestà du Louvre de Cimabue, est immédiatement évidente dans cette petite Majesté. Les anges formant un même couple ne sont même pas parfaitement symétriques, comme en témoignent les différentes positions de leurs bras. Ce nouvel élément permet d'éviter la symétrie répétitive des anges de la Madone Rucellai, favorisant leur différenciation. Même le trône, bien qu'il ait un cadre similaire à celui de la Madone Rucellai, a une meilleure perspective axonométrique et semble inséré de manière plus adéquate dans l'espace, suivant ainsi les canons de la perspective signifiante. Ces évolutions montrent que Duccio se laisse encore inspirer par le Maître Cimabue, très attentif à la cohérence spatiale et aux volumes des choses et des personnages, mais  qu'il continue son chemin vers une élégance figurative qui lui est propre, un chemin qu'il a déjà entamé avec la Vierge de Crevole. Bien que les larges visages demeurent cimabuesques, les traits somatiques apparaissent plus délicats (par exemple, la nuance de l'arête à la base du nez, les lèvres serrées et nuancées, et le nez de l'Enfant). La disposition des plis des vêtements apparaît également plus naturelle et plus douce.
D'autres œuvres, généralement attribuées à Duccio, sont datées entre 1285 et 1300, mais sans consensus unanime des experts sur la datation, comme la Vierge à l'Enfant de l'église des Saints-Pierre-et-Paul de Buonconvento, conservée aujourd'hui au Musée d'Art Sacré du Val d'Arbia, également à Buonconvento. Traditionnellement datée juste après 1280, des recherches d'archives récentes témoigneraient du passage de Duccio à Buonconvento après 1290 et des études précises sur la disposition des plis du manteau de la vierge et sur la perte des traits angulaires de son visage, suggèreraient une datation vers 1290-1295.
Selon certains experts, la croix peinte du château d'Orsini-Odescalchi à Bracciano aurait également été réalisé après 1285. Anciennement dans la collection Odescalchi à Rome, et aujourd'hui dans la collection Salini à Sienne, le Christ aux yeux ouverts est toujours vivant, reprenant une iconographie de l'époque romane (le Christus Triumphans), très rare à la fin du XIIIe siècle. Selon certains, le Crucifix de l'église San Francesco à Grosseto date également de cette période. Pour ces deux crucifix, le consensus des experts n'est pas unanime, y compris en ce qui concerne l'attribution à Duccio, à l'inverse des trois tableaux représentant la Flagellation, La Crucifixion et L'Enterrement du Christ, d'origine inconnue et maintenant déposées au Museo della Società di esecutori di pie disposizioni (it) à Sienne.

### Œuvres du début du Trecento

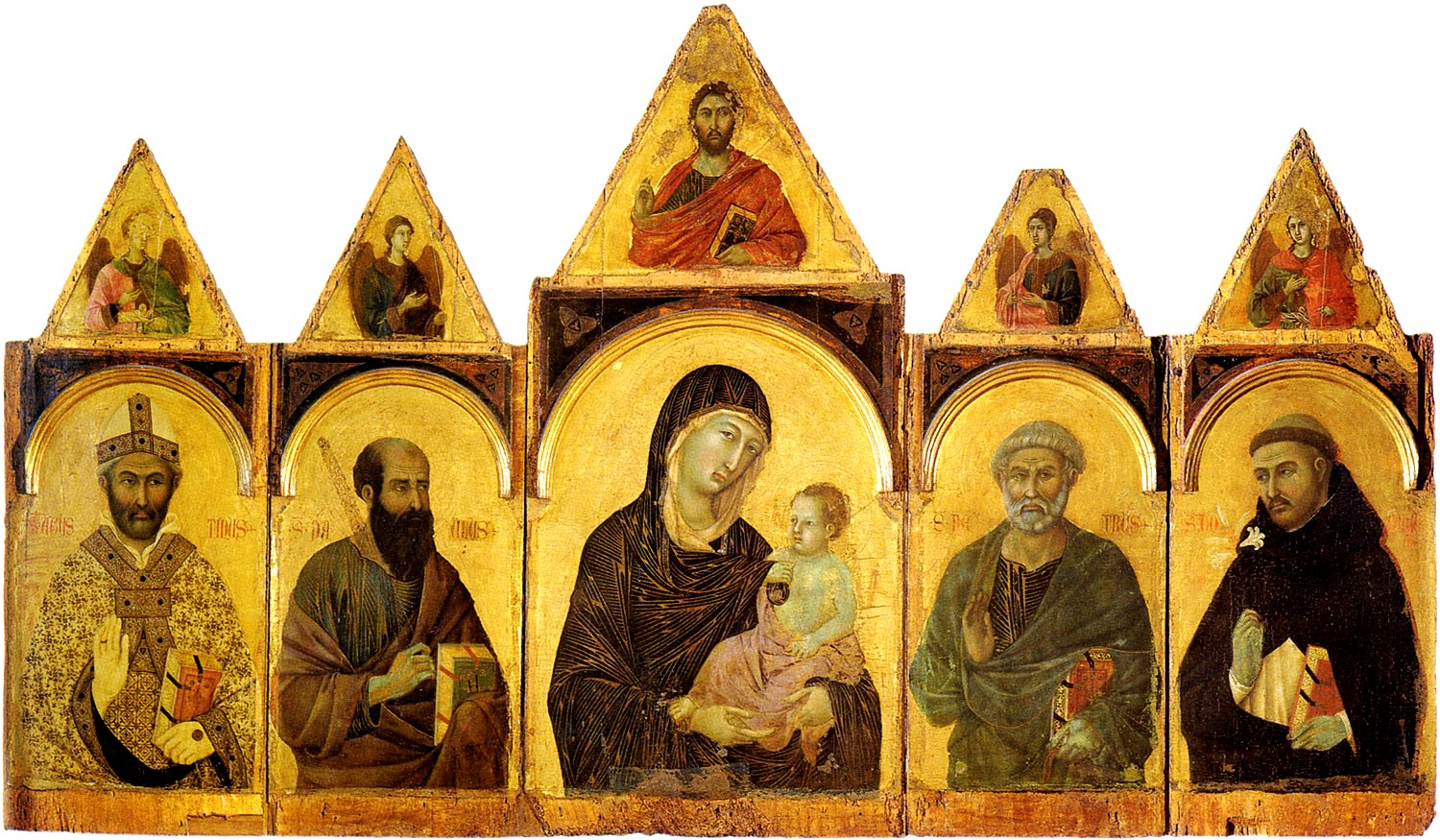
Vierge à l'Enfant avec des saints, pinacothèque nationale de Sienne.

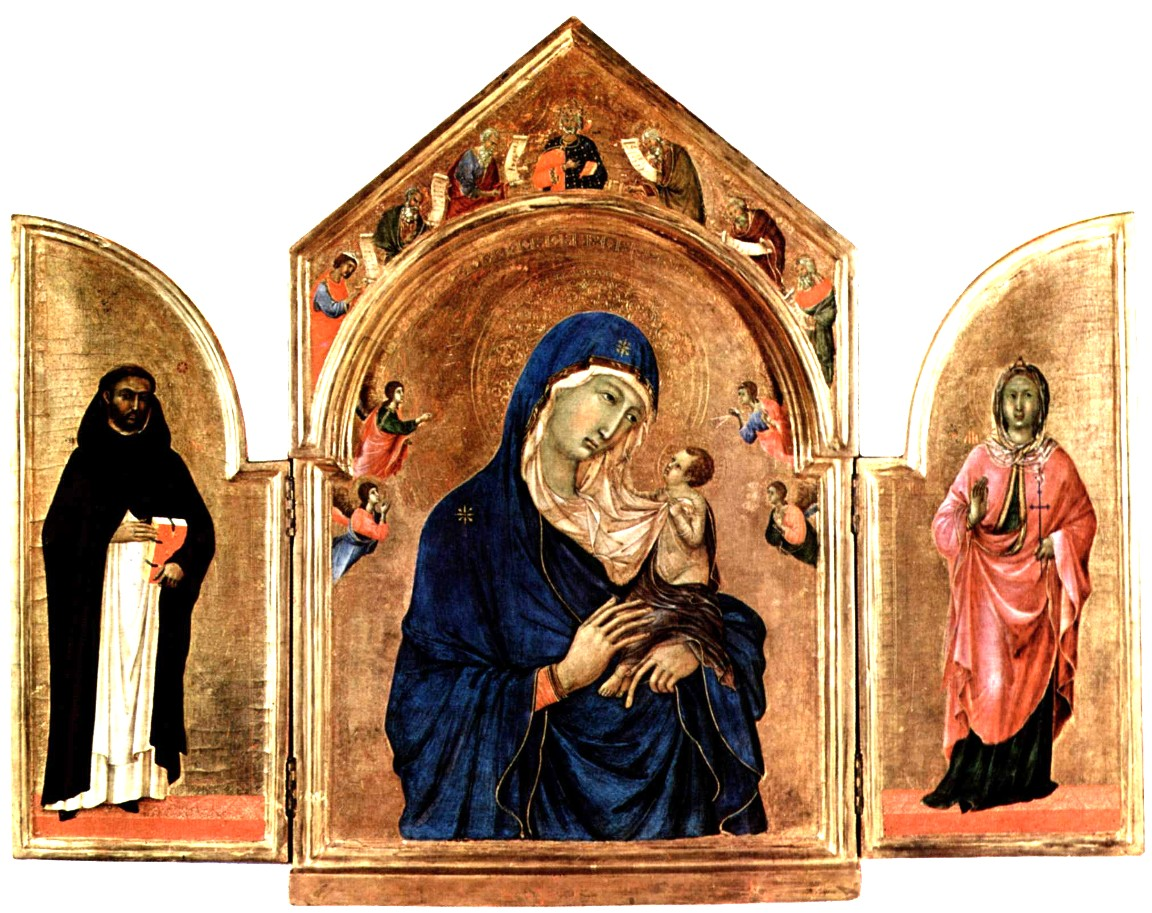
Triptyque de la National Gallery de Londres.

Avec les œuvres des premières années du nouveau siècle, Duccio di Buoninsegna parvient à un style mature et autonome, désormais dissocié de celui de Cimabue. Les visages des personnages sont plus allongés et les traits du visage plus doux, grâce à un coup de pinceau plus souple qui permet de lisser les traits angulaires du visage. Dans les nombreux panneaux avec l'Enfant peints à cette époque, la Vierge et l'Enfant ont leurs physionomies propres, bien distinctes de celles de la Madone Rucellai ou encore de la Vierge de Crevole qui étaient encore de style cimabuesque, même la draperie est enrichie de plis naturels et doux. Un réalisme figuratif sans précédent prévaut qui permet à Duccio d'acquérir la réputation d'être le meilleur artiste de la ville de Sienne. Le polyptyque no 28 provenant peut-être de la basilique San Domenico à Sienne et conservé aujourd'hui à la pinacothèque nationale de Sienne, est un exemple de ce style mature. Le panneau a également la particularité d'être le premier polyptyque architectural à compartiments indépendants, prototype qui sera de plus en plus utilisé.
Le triptyque avec portes appartenant à la famille royale britannique et le triptyque avec portes représentant la Vierge à l'Enfant entre saint Dominique et sainte Aurée d'Ostie, conservés à la National Gallery de Londres (tous deux de provenance inconnue et datés de 1300) datent également de cette période, tout comme la Vierge à l'Enfant conservée à la Galerie nationale de l'Ombrie à Pérouse (provenant de la basilique San Domenico de Pérouse) et la Madone Stoclet, ainsi nommée parce qu'elle appartenait au belge Adolphe Stoclet avant d'arriver au Metropolitan Museum of Art de New York (provenance d'origine inconnue). Le triptyque avec portes avec la Crucifixion entre les Saints Nicolas de Bari et Clément (de provenance inconnue) appartiendrait à la fin de cette période (1304-1307), peu de temps avant que Duccio ne commence la grandiose Maestà de la cathédrale de Sienne. 
Dans toutes ces peintures, il est possible d'apprécier le réalisme figuratif et la nature aristocratique des visages, typiques de l'art de Duccio et inégalés au début du XIVe siècle en Italie. Il y est également possible d'admirer les riches volumes des vêtements dont les traits sont désormais acquis par l'école florentine, qui fut la première source d'apprentissage et d'inspiration pour Duccio. C'est ainsi que celui-ci est devenu l'artiste le plus accrédité de Sienne, le seul à qui le gouvernement de la ville pouvait penser à confier la tâche de créer une œuvre aussi grandiose et coûteuse que la Maestà à placer sur le maître-autel de la cathédrale de Sienne, sans aucun doute le chef-d'œuvre de l'artiste.

### Maestà

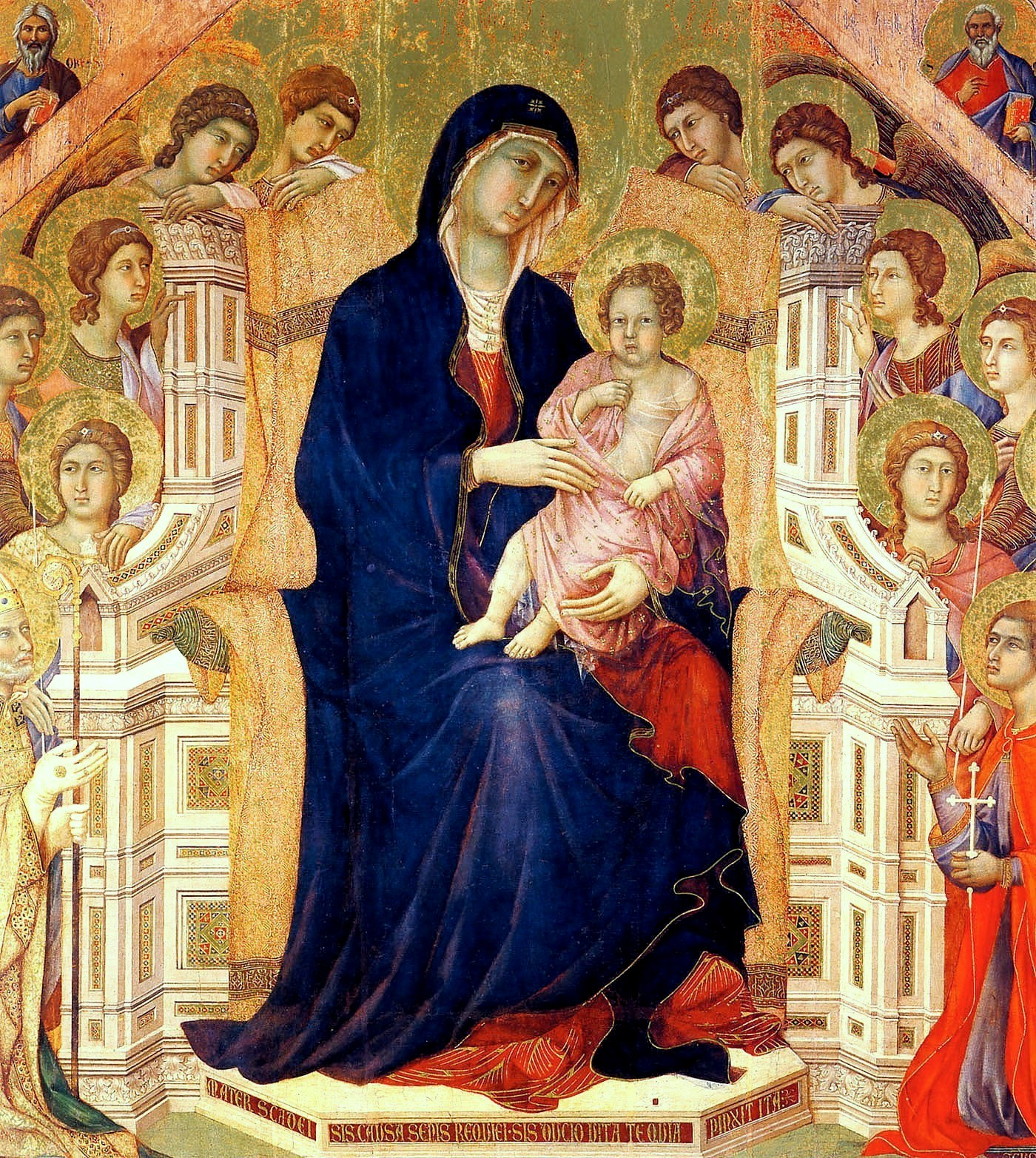
La Maestà, détail.

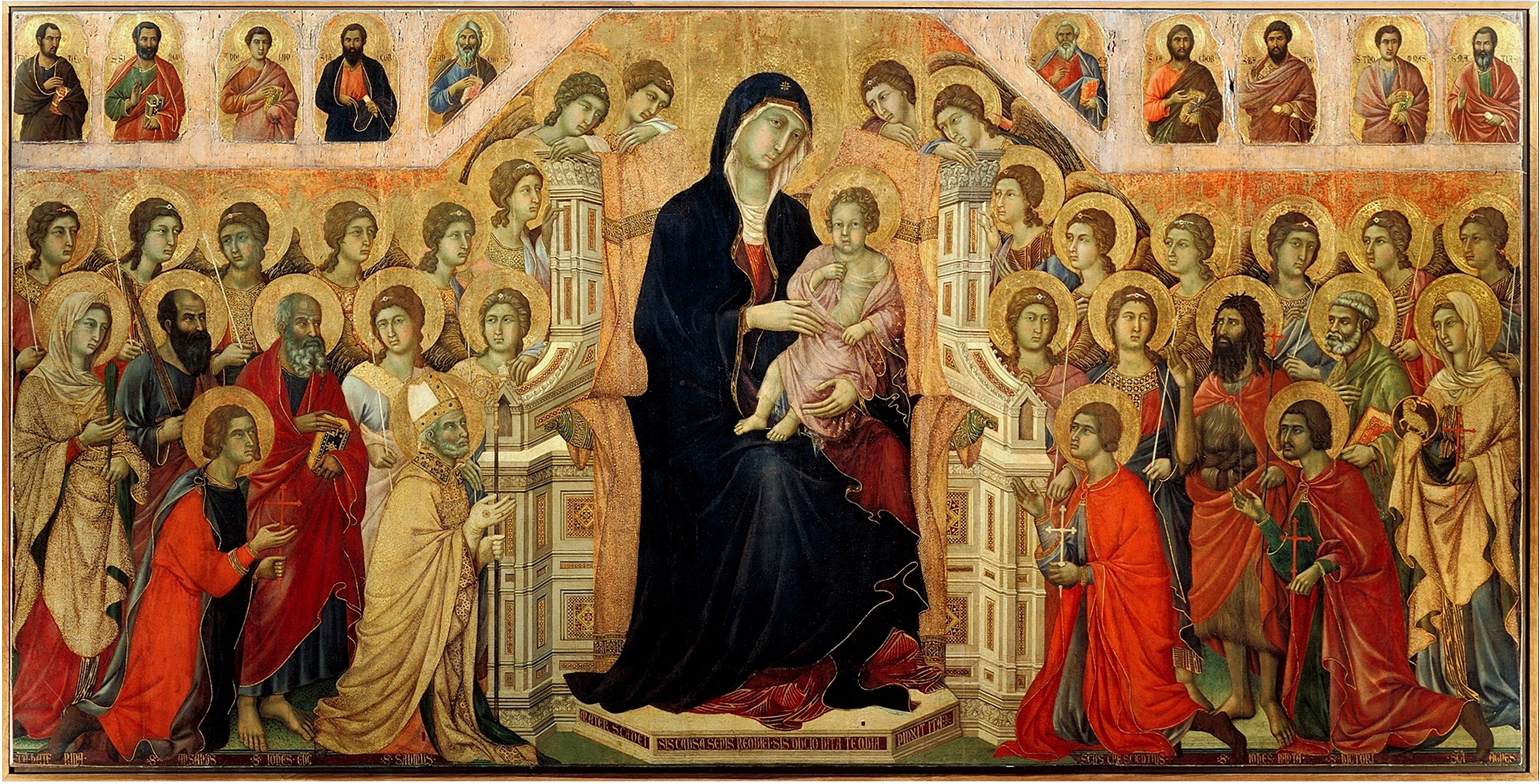
Partie centrale sans sa prédelle du recto de la Maestà (1308-1311), peinture sur bois, au Museo dell'Opera Metropolitana del Duomo (Sienne).

La Maestà est le chef-d'œuvre de Duccio et l'une des œuvres les plus emblématiques de l'art italien. Elle est commandée par la ville de Sienne pour le maître-autel de la cathédrale en 1308, comme en témoigne la documentation écrite qui permet de remonter au contrat (1308) et la chronique locale qui témoigne de la présence du maître et de son atelier au Duomo (1311). Aujourd'hui séparé en plusieurs panneaux, l'ensemble, peint sur les deux faces, devait mesurer à l'origine cinq mètres de haut et presque autant de large. Il est resté en place sur le maître-autel jusqu'en 1506, puis a été remonté sur un autre autel d'où il a été démonté en 1771, avant d'être réparti sur deux autels différents, où il est demeuré jusqu'en 1878. Par la suite, certains panneaux ont été dispersés en Europe et aux États-Unis ; cinq d'entre eux n'ont pas été retrouvés. La Maestà est aujourd'hui conservée au Museo dell'Opera Metropolitana del Duomo. 
La face antérieure présente la Vierge à l'Enfant entourée d'anges et de saints, un thème qui sera repris pendant plusieurs générations. La face postérieure représente des scènes de l'Enfance et de la Passion du Christ. L'œuvre témoigne de la connaissance par Duccio de la chapelle Scrovegni peinte par Giotto à Padoue. 
Achevé en juin 1311, sa renommée est si grande avant même son achèvement, que le 9 juin, son transport vers la cathédrale depuis l'atelier de Duccio dans le quartier de Stalloreggi, est l'occasion d'une véritable fête populaire le long des rues de Sienne, complétée par une procession : à la tête de celle-ci, viennent l'évêque et les plus hautes autorités de la ville, tandis que le peuple, portant des bougies allumées, chante et prodigue l'aumône. La ferveur s'amplifie : la Vierge, protectrice du territoire siennois, reçoit, enfin, l'hommage d'une œuvre digne d'elle, dont la population attend une intercession efficace. 
Il s'agit d'un grand panneau (425 × 212 cm) à deux faces, même s'il est aujourd'hui découpé dans l'épaisseur après une intervention discutable du XIXe siècle qui n'a pas manqué de créer quelques dégâts. Sur la face principale, celle qui faisait à l'origine face aux fidèles, est peinte une monumentale Vierge à l'Enfant trônant, entourée d'une multitude de saints et d'anges sur fond d'or. La Vierge est assise sur un grand et somptueux trône, qui laisse entrevoir une spatialité tridimensionnelle selon les innovations déjà pratiquées par Cimabue et Giotto. Elle est peinte d'une couleur douce, qui donne du naturel à son teint. L'Enfant exprime une profonde tendresse, mais son corps ne semble pas générer de poids et les mains de Marie qui le tiennent sont plutôt contre nature. À la base du trône se trouve la signature et la prière en vers latins : « MATER S (AN) CTA DEI / SIS CAUSA SENIS REQUIEI / SIS DUCIO VITA / TE QUIA PINXIT ITA » ( « paix pour Sienne, sois la vie pour Duccio, parce qu'il t'a peint »). 
Le verso était plutôt destiné à être vu du clergé. Y sont représentées 26 Histoires de la Passion du Christ, divisées en petits panneaux qui constituent l'un des plus grands cycles consacré à ce thème en Italie. La place centrale est attribuée à la Crucifixion, d'une largeur plus grande et d'une double hauteur, tout comme le panneau double en bas à gauche avec l'Entrée à Jérusalem. Dans diverses scènes, Duccio reprend, en ce qui concerne les « perspectives », les toiles de fond architecturales de Giotto, mais dans d'autres, il fait volontairement exception à la représentation spatiale pour mettre en évidence les détails qui lui importent, comme la table dressée dans la scène de la Cène (trop inclinée par rapport au plafond) ou comme le geste de Ponce Pilate dans la Flagellation : Pilate est debout sur une estrade située sous le toit d'un édicule, la main passe devant la colonne qui soutient le toit, en avançant, il heurterait la colonne qui lui fait face. Duccio ne semble donc pas intéressé à trop compliquer les scènes avec des règles spatiales absolues : parfois la narration précisément est plus efficace dans ces scènes où un paysage rocheux traditionnel le libère de la contrainte de la représentation tridimensionnelle. 
Le retable avait également une prédelle peinte sur toutes les faces (la première connue dans l'art italien), les panneaux cuspidés étant couronnés avec des Scènes de la vie de Marie (devant) et  des Épisodes post-mortem du Christ (derrière). Ces parties ne sont plus à Sienne ; certains d'entre elles se trouvent dans des collections et des musées étrangers. 
Il est possible de retrouver dans la Maestà tout le réalisme des visages des personnages que Duccio était capable de réaliser, ainsi que sa capacité désormais acquise à dessiner des choses et des personnages selon les canons de la perspective directe de Giotto (et non du point de vue inverse vétuste de Cimabue qu'il a repris jusqu'à la fin du XIIIe siècle). Les vêtements ont une draperie volumineuse, le contraste est rendu avec une attention à l'origine des sources lumineuses, tendances également héritées de Giotto. L'œuvre se distingue également par la profusion des détails et des décorations, des incrustations de marbre du trône au fin motif du drap sur le dos du trône lui-même, des cheveux des anges aux ornements des saints. La cohésion des éléments de la matrice florentine avec le réalisme figuratif de Duccio, le tout agrémenté d'une extrême attention aux détails, fait de cette œuvre l'un des chefs-d'œuvre du Trecento.

### Dernières œuvres

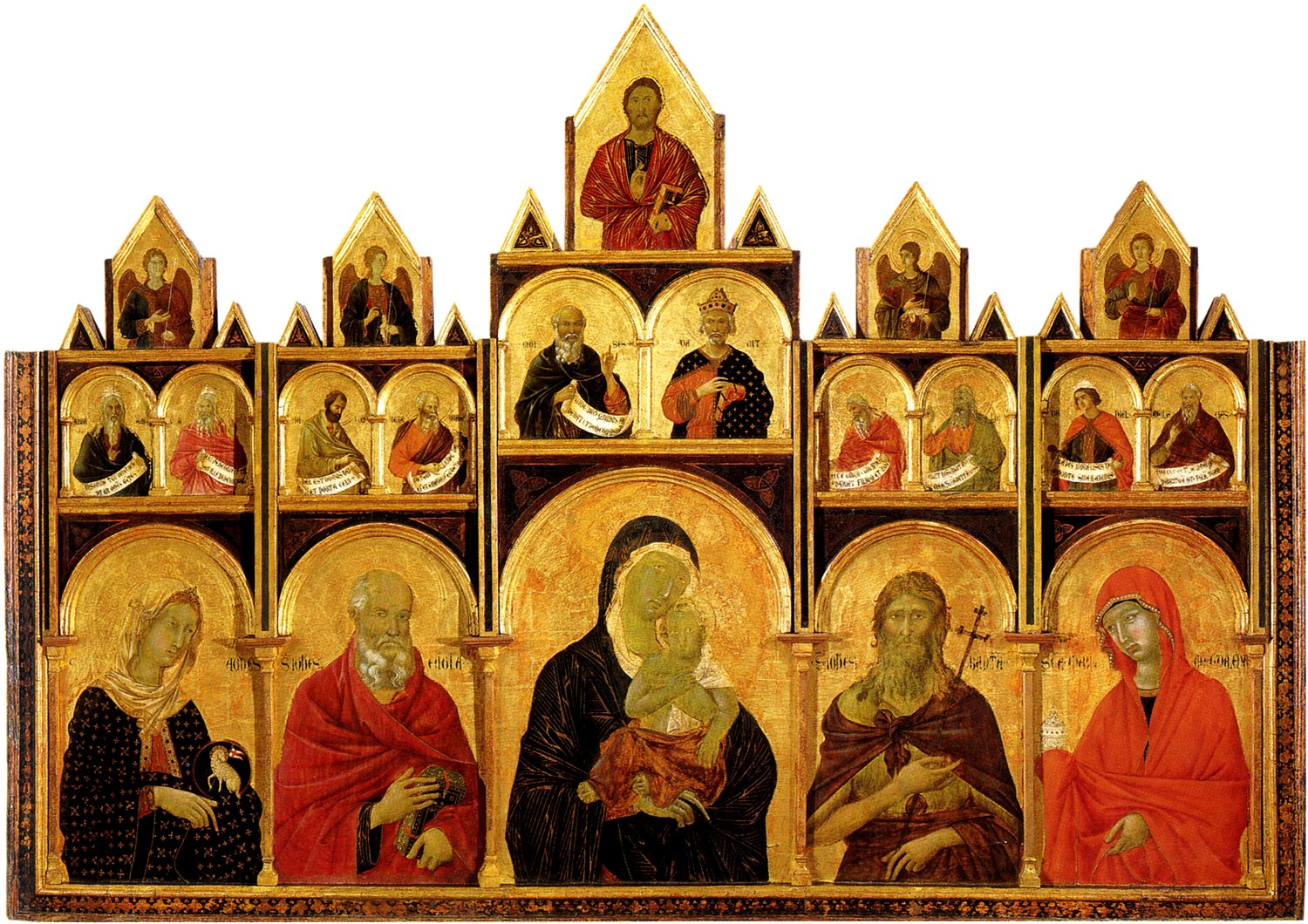
Polyptyque no 47, pinacothèque nationale de Sienne.

Seules deux œuvres peuvent être attribuées avec certitude au catalogue Duccesco après la Maestà de la cathédrale de Sienne, toutes deux dans un état de conservation malheureusement non optimal : le Polyptyque no 47, initialement destiné à l'église aujourd'hui disparue de la Spedale di Santa Maria della Scala et maintenant exposé à la pinacothèque nationale de Sienne (1315-1319), et la Maestà de la cathédrale de Massa Marittima (vers 1316).
Selon certains experts, la fresque avec la Reddition du château Giuncarico, dans la Salle de la Mappemonde du Palazzo Pubblico de Sienne (1314), est également de Duccio, mais de nombreux doutes subsistent à ce sujet.
Duccio décède à une date non connue, en 1318 ou 1319. En 1319, ses fils refusent l'héritage, grevés par de lourdes dettes.

## Disciples
Duccio a eu de nombreux élèves au cours de sa vie, même si on ne sait pas s'il s'agissait de vrais élèves qui ont grandi artistiquement dans son atelier, ou de peintres qui ont simplement imité son style. Beaucoup d'entre eux sont anonymes et ne sont identifiés que grâce à un corpus d'œuvres présentant des traits stylistiques communs. Les premiers élèves, que nous pouvons appeler collectivement les « disciples de la première génération », sont actifs entre 1290 et 1320 et comprennent le Maître de Badia a Isola, le Maître de Città di Castello, le Maître des Albertini (autrement dénommé Maître des Aringhieri), le Maître des Collations des Saints Pères et le Maître de San Polo à Rosso. Un autre groupe de « disciples de la deuxième génération » est actif entre environ 1300 et 1335, et comprend Segna di Bonaventura, Ugolino di Nerio, le Maître de la Maestà Gondi, le Maître de Monte Oliveto et le Maître de Monterotondo. Cependant, il convient de noter que Segna di Bonaventura est déjà actif avant 1300, le plaçant ainsi temporellement entre le premier et le deuxième groupe d'artistes. Un troisième groupe a suivi Duccio quelques années seulement après sa mort, témoignant de l'impact de sa peinture à Sienne et dans toute la Toscane. Ces artistes, actifs entre 1330 et 1350 environ, comprennent les fils de Segna di Bonaventura, c'est-à-dire Niccolò di Segna et Francesco di Segna, et un élève d'Ugolino di Nerio, le Maître de Chianciano.
Certains de ces artistes ont été influencés par Duccio seul, leurs œuvres étant similaires à celles du maître, tels le Maître de Badia a Isola, Ugolino di Nerio, Segna di Bonaventura et leurs enfants. D'autres artistes ont également été influencés par d'autres écoles, comme le Maître des Albertini, sensible aux volumes massifs de Giotto, et le Maître de la Maestà Gondi, également influencé par Simone Martini.
Simone Martini et Pietro Lorenzetti doivent être traités séparément. Ces deux artistes ont peint des œuvres similaires à celles de Duccio à partir, respectivement, d'environ 1305 et 1310. Cependant, leur production présente des caractéristiques originales dès le début, comme en témoigne la Vierge à l'Enfant no 583 de Simone (1305-1310) et le Triptyque d'Orsini peint à Assise par Lorenzetti vers 1310-1315. Plus tard, les deux artistes ont mûri des styles complètement autonomes, qui ont permis de leur attribuer une dignité artistique dépourvue de l'étiquette de « disciple de Duccio ».

## Œuvres majeures
Œuvres conservées à Florence

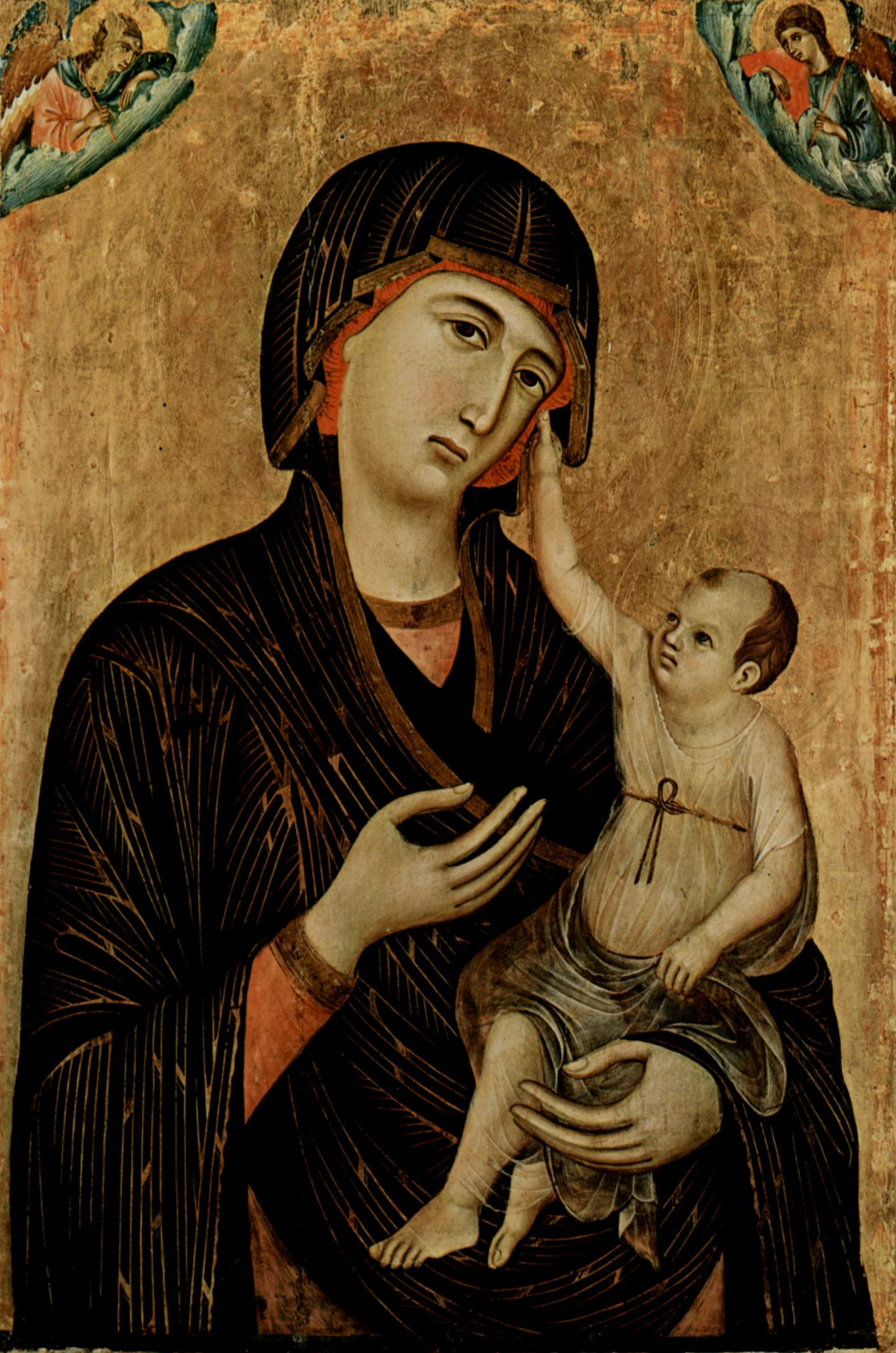
Madone de Crevole.

Parmi celles-ci son œuvre comprend notamment, outre une Madone peinte sur bois vers 1300 : 
- la Madone Rucellai datant de 1285 - peinte pour l'église Santa Maria Novella et actuellement au musée des Offices de Florence.

Œuvres conservées à Sienne
- la fameuse Maestà (1308-1311), détrempe sur bois de 214 × 412 cm, peinte pour la cathédrale de Sienne et visible dans l'exposition permanente qui lui est consacrée au musée de l'Œuvre (ainsi que son Noli me tangere).

Initialement, elle était portée en procession dans les rues de Sienne lors de cérémonies religieuses. La Maestà est une composition grandiose peinte des deux côtés, que les vicissitudes historiques ont privée de son cadre et de quelques parties secondaires. Ce remarquable polyptyque, salué comme un chef-d'œuvre et comme le symbole même de la cité de Sienne, constitue un jalon essentiel dans l'évolution de la peinture, issue de la tradition byzantine, vers un art visuel plus descriptif.
- La Vierge de Crevole , Museo dell'Opera Metropolitana del Duomo (Sienne).
- Le vitrail du Duomo de Sienne dont il fit les cartons, Museo dell'Opera Metropolitana del Duomo (Sienne).
- La Madone des Franciscains, tempera sur panneau, 24  x 17 cm, pinacothèque nationale de Sienne[8].

Autres œuvres dans les musées internationaux.
- Le Christ et la Samaritaine (1305-1311), tempera et or sur bois, 43,5 × 46 cm, Musée Thyssen-Bornemisza, Madrid
- La Tentation du Christ sur la montagne (1308-1311), The Frick Collection, New York[9]
- Vierge à l'Enfant entourée de saints (vers 1315), National Gallery, Londres[10]
- L'Appel de Jésus à Pierre et André, collection Kress, National Gallery of Art, Washington[11]
- Nativité entourée des prophètes Isaïe et Ézéchiel, collection Kress, National Gallery of Art[12]
- Vierge à l'Enfant (v.1300), tempera et or sur bois, 23,8 × 16,5 cm, Metropolitan Museum of Art, New York.

Œuvres attribuées ou de son atelier
- Crucifix de  Duccio à Sienne, Museo della Società di Esecutori di Pie Disposizioni, Sienne.
- Crucifix de Duccio à Grosseto, Grosseto.

## Postérité
Le cratère Duccio sur la planète Mercure a été nommé d'après lui.
Le 16 août 2003 à Sienne, eut lieu un palio en son honneur, remporté par la Nobile Contrada del Bruco avec le cheval Berio monté par le jockey Luigi Bruschelli connu sous le nom de Trecciolino. Un second palio a été couru le 16 août 2011, gagné par la Contrada della Giraffa avec le cheval Fedora Saura, monté par Andrea Mari, connu sous le nom de Brio.